# ぶんこちょ
ぶんこちょは宝島SUGOI文庫の創刊と、宝島社文庫の10周年を記念して誕生した宝島社のPRキャラクター。

## 概要
文鳥をモチーフとしたキャラクターで、機嫌が良い時には人の手に乗って遊ぶことがあるとされ、羽の部分が文庫本のようになっている